# Quesenbandwurm
Der Quesenbandwurm (Taenia multiceps, veraltet: Multiceps multiceps) ist ein Bandwurm, dessen Endwirt Hunde sind. Adulte Quesenbandwürmer besiedeln den Darm der Endwirte. Zwischenwirte sind Pferde, Rinder, Schafe, Ziegen, Schweine, Nagetiere, Kaninchen, Hirsche und Menschen, bei denen sich die Finne (Coenurus cerebralis, Gehirnblasenwurm) vor allem im Gehirn ansiedelt, bei Kaninchen und Nagern auch in der Unterhaut oder im Bindegewebe der Skelettmuskeln. Bei Schafen verursacht seine Finne die „Drehkrankheit“ (Coenurose), weshalb er auch als Schafband- oder Drehwurm bezeichnet wird.

## Morphologie
Das Rostellum hat 22–34 Haken. Die Hoden liegen in zwei horizontalen Lagen, erreichen nicht das vordere Ende des Bandwurmgliedes. Die Genitalpore liegt seitlich, kurz hinter der Mitte des Bandwurmgliedes und ist leicht erhaben. Der Uterus hat 9–26 seitliche Hauptausleger, die etwas abgerundet sind und dem Glied ein charakteristisches Aussehen verleihen. 
Die Finne ist bis zu 10 cm groß, besitzt eine zarte Wand und enthält gruppenweise angeordnete Protoscolices.